# Denkinger Géza

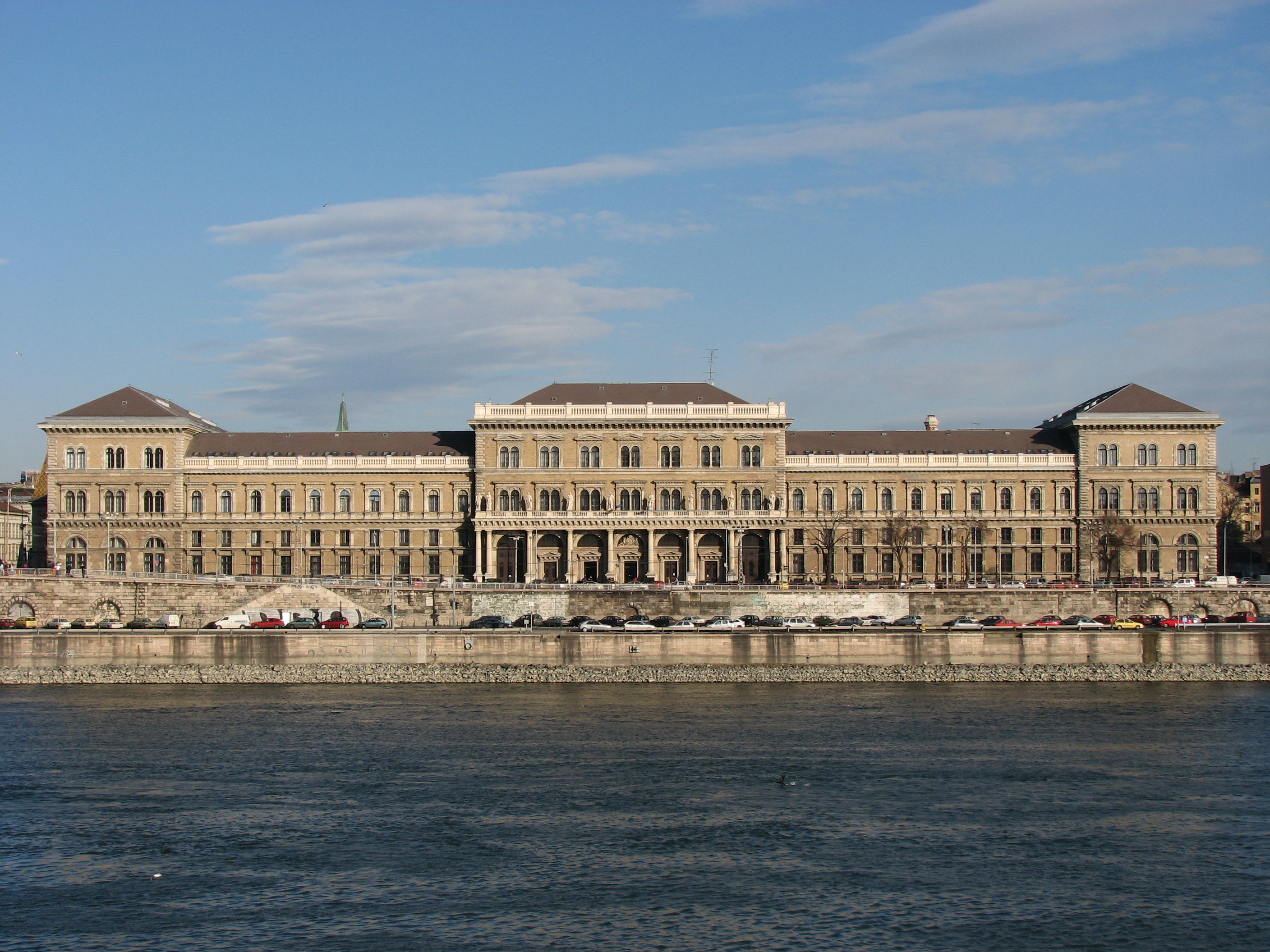
1960-2000 között a Marx Károly Közgazdaságtudományi Egyetemen tanított

Denkinger Géza (Nagyharsány, 1930. november 10. – Budapest, 2019. október 26.) a Budapesti Corvinus Egyetem (BCE) egyetemi docense, matematikaoktatója.

## Élete
Nagyharsányban született 1930. november 10-én. Egyetemi tanulmányait a Pázmány Péter Tudományegyetem matematika–fizika szakán kezdte 1949-ben, majd az (1950-ben) Eötvös Loránd Tudományegyetemmé (ELTE) alakult intézményben szerzett matematika–fizika szakos tanári diplomát 1953-ban. Még ebben az évben tanársegéd lett az ELTE Algebra és Számelmélet Tanszékén, ahol 1957-ig dolgozott.
1957–1960 között Budapesten a Petőfi Gimnáziumban matematikát és fizikát tanított.
1960-tól a Marx Károly Közgazdaságtudományi Egyetem, majd jogutódjainak Matematika Tanszékén dolgozott. A Tanszék meghatározó egyénisége volt még  nyugdíjazása után is. Évtizedeken át közgazdász generációk hallgatták matematikai analízis és valószínűségszámítás előadásait.  Tanított lineáris algebrát és programozást is, valamennyi tárgyat mind alapozó, mind emelt szinten.
Másfél évtizeden keresztül tartott felvételi előkészítő tanfolyamokat és Szakmunkásokat Előkészítő Tanfolyamokat (SZET). Minden szinthez több matematika-tankönyvet, jegyzetet, példatárat írt, társszerzővel is. Mind a mai napig alapkönyvnek számító Analízis tankönyve hét kiadást, a Valószínűségszámítás tankönyve tizenegy kiadást ért meg. Egyedül és Gyurkó Lajossal írt tankönyveit és példatárait nemcsak a BCE, hanem Magyarország valamennyi felsőoktatási intézményének tanárai és hallgatói használták, sőt külföldön is ismerték azokat.
Az egyetemi Felvételi Előkészítő Bizottságban (FEB) a matematika szaktárgy felelőse volt.
Egyik alapítója és oktatója volt az 1993-ban létrehozott Budapesti Közgazdasági Egyetem Királyhelmeci (Szlovákia) Főiskolai tagozatának. 1993-tól 2002-ig Királyhelmecen a Matematikai Tanszékcsoportot vezette.
Kiemelkedő oktatási, kutatási, nevelési munkájáért 1996-ban Szent-Györgyi Albert-díjjal tüntették ki.

## Művei
- Denkinger Géza (1930) 81 publikációjának az adatai. OSZK. Katalógus.[1]
- Valószínűségszámítás (154 p.) Tankönyv, Tankönyvkiadó, 1-4. kiadás 1965-1968.
- Példatár a valószínűségszámításhoz (123 p.) (Levelező hallgatók részére), Tankönyvkiadó 1-5. kiadás 1965-1969.
- Valószínűségszámítás (301 p.) Tankönyv, Tankönyvkiadó, 1-9. kiadás 1969 -1977.
- Valószínűségszámítás (284 p.) Egyetemi tankönyv, Tankönyvkiadó, 1-11. kiadás 1978 -2007.
- Valószínűségszámítás: Példatár (396 p.) Egyetemi segédkönyv, Tankönyvkiadó, 1-9. kiadás 1970 -1979.
- Valószínűségszámítási gyakorlatok (340 p.) Egyetemi segédkönyv, Tankönyvkiadó, 1-14. kiadás 1977-2008.
- Analízis (414 p.) Egyetemi tankönyv, Tankönyvkiadó, 1-7. kiadás 1980-2002.
- Matematikai alapismeretek (506 p.) MKKE, ill. BKE jegyzet, 1-4. kiadás 1986-1996.
- Matematika: Segédkönyv az egyetemi felvételi vizsgákra való felkészüléshez (283 p.), Tankönyvkiadó, 1-9. kiadás 1966-1974.
- Jegyzetek a Szakmunkásokat Előkészítő Tanfolyam (SZET) részére, Kiadja az MKKE
- Matematika I. (260 p.) 1976.
- Matematika II. (317 p.) 1977.
- Algebrai alapismeretek (250 p.) 1983.
- Geometriai alapismeretek (252 p.) 1983.
- Függvénytani alapismeretek (176 p.) 1984.
- Gazdasági matematika I. Valószínűségszámítás (171 p.), A Bánki Donát Gépipari Műszaki Főiskola részére készített tankönyv, Műszaki Könyvkiadó, 1-5. kiadás 1975-1983.
- Korszerű matematikai alapismeretek (630 p.) (Matematikai ismeretek gazdasági szakemberek számára c. sorozatban megjelent 5. kötet), KJK, 1977.
- Matematikai zseblexikon (597 p.) Társszerzők: Scharnitzky Viktor, Takács Gábor, Takács Miklós, Akadémiai Kiadó: Typotex 1. kiadás 1989., 2. kiadás 1992.
- Denkinger Géza: Valószínűségszámítás Matematikai statisztika 2. (BBNSZ01202), Alcím: Valószínűségszámítás I Prezentáció, Online időszaki kiadvány, 2011., Pázmány Péter Katolikus Egyetem Bölcsészettudományi Kar Szociológia Intézet
- Egy optimális készletelosztási problémáról, Tanulmány. In: Döntési modellek 1. (szerk.: Fébó László) 71-92. old., KJK 1967 (209 p.)
- Az állami húsipar távlati telepítési terve, 1970-1985 Budapest, ÁHT 1971., Matematikai modell, 187 p. Társszerzők: Szép Jenő, Bikics Istvánné, Gáspár László

### Denkinger Géza és Gyurkó Lajos közös munkái
- Példatár a matematikai analízishez (266 p.) egyetemi segédkönyv, Tankönyvkiadó, 1-4. kiadás, 1965-1968.
- Matematikai analízis feladatgyűjtemény (295 p.) egyetemi segédkönyv, Tankönyvkiadó, 1-5. kiadás, 1969-1984.
- Analízis gyakorlatok (373 p.) egyetemi segédkönyv, Tankönyvkiadó, 1-10. kiadás, 1987-2006.